# Władimir Heptner
Władimir Gieorgijewicz Heptner, ros. Владимир Георгиевич Гептнер, trans. Vladimir Georgiyevich Heptner (ur. 22 czerwca 1901 – zm. 5 sierpnia 1975) – rosyjski zoolog, specjalista z zakresu zoologii i systematyki ssaków. Po śmierci Siergieja Ogniowa był filarem moskiewskiej szkoły zwierząt kręgowych.
Heptner był absolwentem wydziału przyrodniczego Uniwersytetu Moskiewskiego (1923) i przez całe swoje późniejsze życie był związany z tym wydziałem. W 1927 został kustoszem zbiorów kręgowców, w 1932 szefem działu ssaków działającego przy uczelni Muzeum Zoologicznego. Od 1950 roku pracował w Zakładzie Zoologii Kręgowców, jednak do końca kariery zawodowej pozostał naukowym patronem działu ssaków muzeum. Zainteresowania naukowe Heptnera były związane głównie z systematyką ssaków Związku Radzieckiego.